# 塞拉达
塞拉达，是西班牙卡斯蒂利亚-莱昂巴利亚多利德省的一个市镇。总面积24平方公里，
2001年普查人口總數為1056人，人口密度為每平方公里44人。